# SPHK2
SPHK2‏ (Sphingosine kinase 2) هوَ بروتين يُشَفر بواسطة جين SPHK2 في الإنسان.